# Shizuoka
Shizuoka (jap. 静岡市 Shizuoka-shi) – stolica prefektury Shizuoka, w regionie Chūbu, w Japonii.
Należy do miast oznaczonych rządowym rozporządzeniem (których liczba mieszkańców przekroczyła 500 tys. i są ważnymi ośrodkami gospodarczymi). W mieście rozwinął się przemysł drzewny, lotniczy, papierniczy, maszynowy, spożywczy oraz elektrotechniczny.

## Historia
Miasto ma długą historię, sięgającą okresu Nara (710–784), kiedy było stolicą prowincji Suruga. Znaczny rozwój miasta nastąpił na początku XVII wieku, kiedy Ieyasu Tokugawa (1543–1616), założyciel siogunatu rodu Tokugawa, za swoją siedzibę uczynił pod koniec życia miejscowy zamek Sunpu, który zbudował w 1586 roku.
Status miasta otrzymała 1 kwietnia 1889 roku.
W 2003 roku Shizuoka została połączona z miastem Shimizu (obecnie dzielnica Shimizu-ku), tworząc większy ośrodek. Pozwoliło to włączyć Shizuokę do grupy miast oznaczonych rządowym rozporządzeniem w 2005 roku.

## Położenie
Miasto położone w środkowej części prefektury nad zatoką Suruga. Graniczy z:

- Fuji
- Fujieda
- Yaizu
- Shimada
- Minami-Arupusu

## Dzielnice miasta
Shizuoka składa się z trzech dzielnic:
- Aoi-ku (dawna Shizuoka na północ od Głównej Linii Tōkaidō, z wyłączeniem dzielnicy Osada);
- Suruga-ku (dawna Shizuoka na południe od Głównej Linii Tōkaidō i dzielnicy Osada);
- Shimizu-ku (dawne miasto Shimizu)[4].

## Transport

### Kolej
Shizuoka znajduje się na trasie kolei o nazwie Główna Linia Tōkaidō (ang. Tōkaidō Main Line, jap. Tōkaidō Honsen), obsługiwanej przez Japan Railways Group, w skrócie JR Group, jap. Jeiāru Gurūpu łączącej Tokio z regionem Kansai i ma połączenia realizowane m.in. przez Tōkaidō Shinkansen. Centralna stacja kolejowa znajduje się w centrum miasta.

### Lotnisko
W dniu 4 czerwca 2009 roku otwarto port lotniczy Shizuoka (Shizuoka Kūkō) o nazwie oficjalnej Mount Fuji Shizuoka Airport. Podróż autobusem lub samochodem od dworca Shizuoka zajmuje ok. 50 minut.

### Port morski
Historia portu Shimizu sięga VII wieku (okres Asuka 538–710). Istnieją zapisy z tamtego okresu, kiedy z portu wypływały statki z pomocą dla królestwa Paekche (jap. Kudara) na Półwyspie Koreańskim.
Od XVI do XVIII wieku był ważnym portem jako miejsce strategiczne i centrum handlowe.
Historia Shimizu jako nowoczesnego portu rozpoczęła się od jego wyznaczenia jako portu otwartego w 1899 roku (restauracja Meiji). Zbiegło się to rewolucją przemysłową i modernizacją Japonii.

## Kultura
Miasto jest silnie związane z piłką nożną. Klub Shimizu S-Pulse bierze udział w rozgrywkach J-League (japońska ekstraklasa).
Począwszy od 1992, co roku w listopadzie odbywa się międzynarodowa impreza o nazwie Puchar Świata Sztuki Ulicznej (Daidogei World Cup, Daidōgei Wārudo Kappu).
Akcja popularnej mangi i anime, której bohaterką jest Chibi Maruko-chan rozgrywa się w dawnej dzielnicy Irie miasta Shimizu, obecnie części miasta Shizuoka, miejsca narodzin autorki, Momoko Sakury (1965–2018). W Shimizu (obecnie dzielnicy Shizuoki) znajduje się jedyne w Japonii stałe muzeum o nazwie „Chibi Maruko-chan Land”.

## Uczelnie
- Shizuoka University (Shizuoka Daigaku); państw[6].
- Tokoha University (Tokoha Daigaku)[7]
- University of Shizuoka (Shizuoka Kenritsu Daigaku); publ., w gestii prefektury[8]
- Shizuoka Eiwa Gakuin University (Shizuoka Eiwa Gakuin Daigaku); chrześc[9].
- Tokai University (Tōkai Daigaku); kampus Shimizu, jeden z siedmiu należących do uczelni z główną siedzibą w Tokio[10]

## Ludzie związani z miastem
- Kiko (żona następcy tronu, księcia Akishino)
- Riyo Mori (Miss Universe 2007)

## Galeria

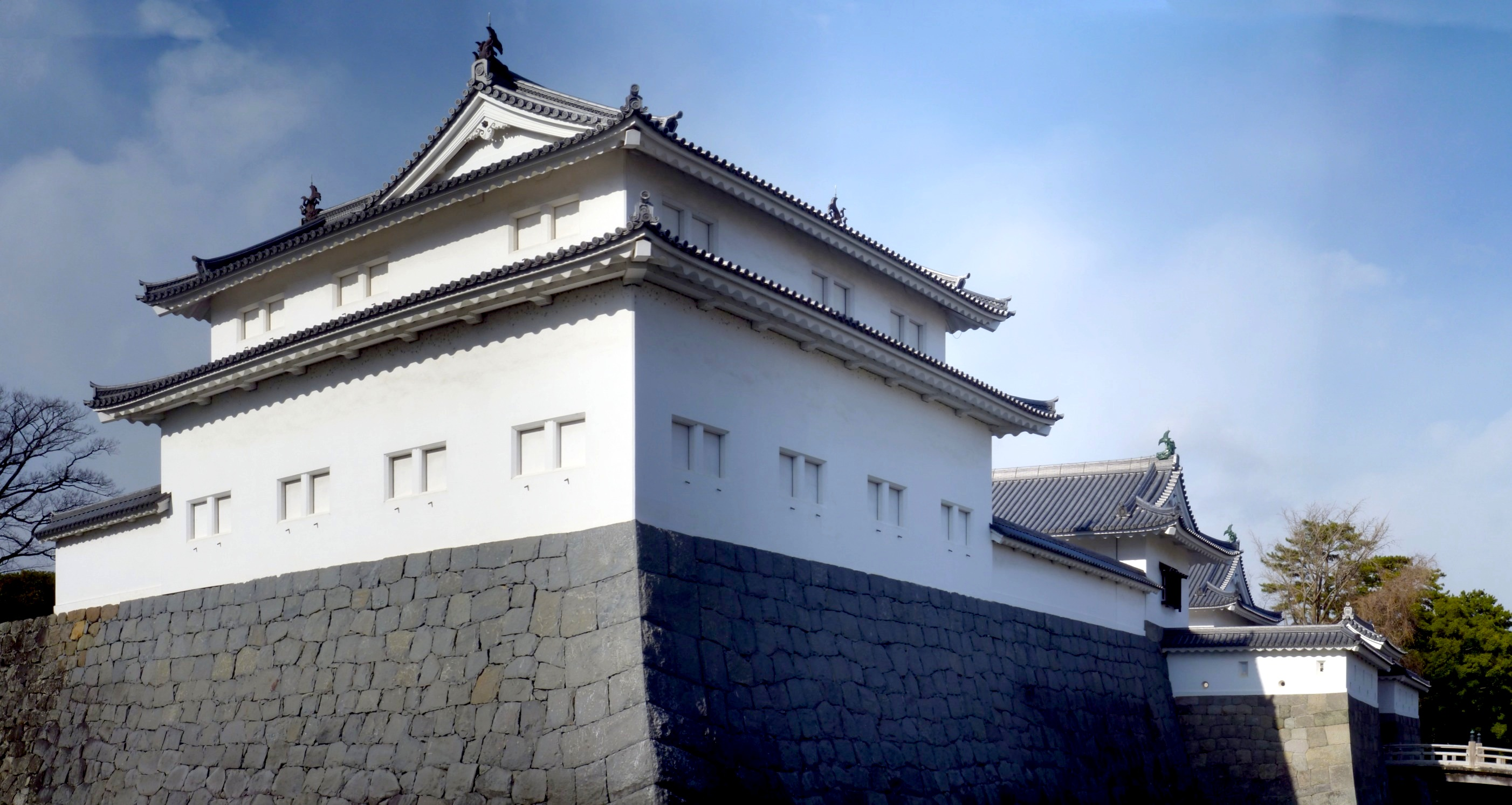
Zamek Sunpu, zrekonstruowana yagura Tatsumi
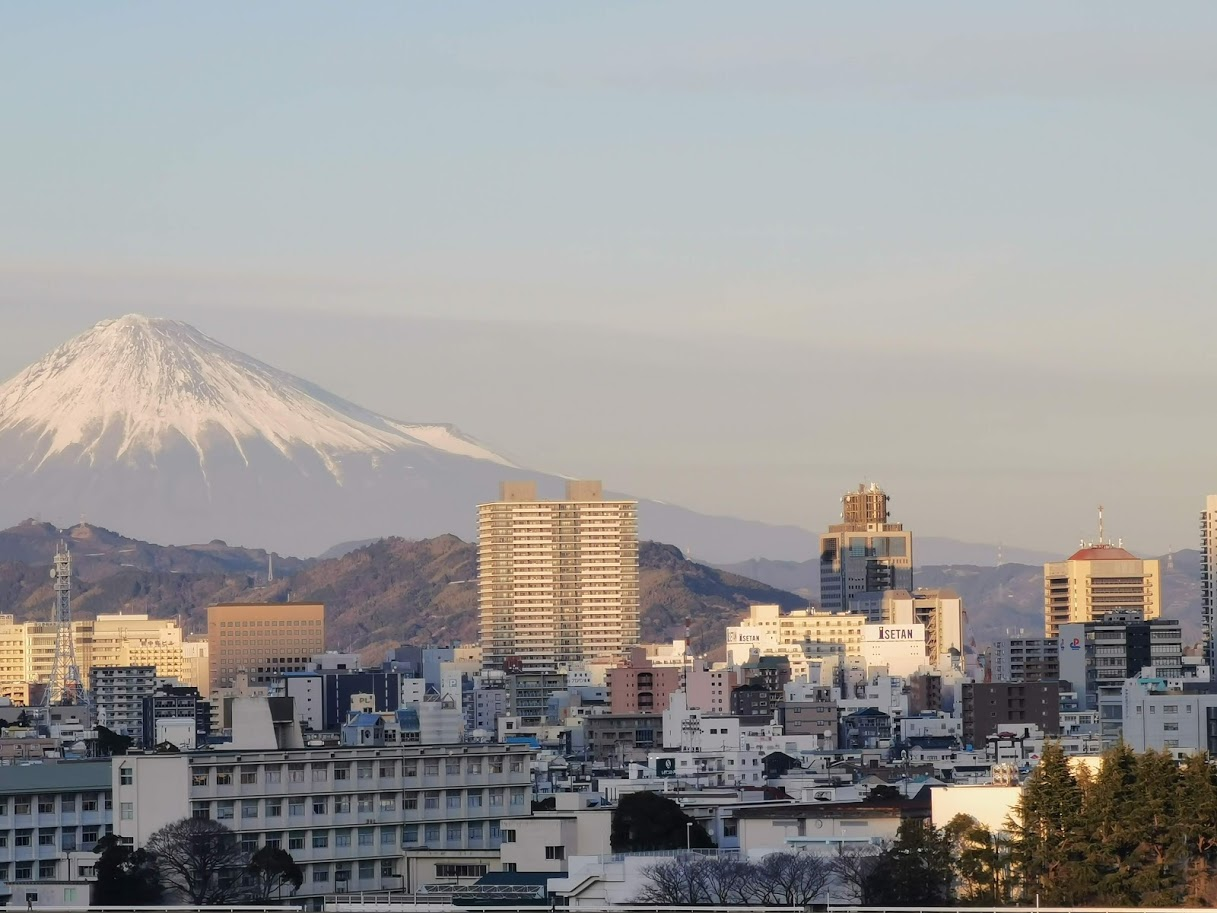
Panorama miasta, Fudżi w tle
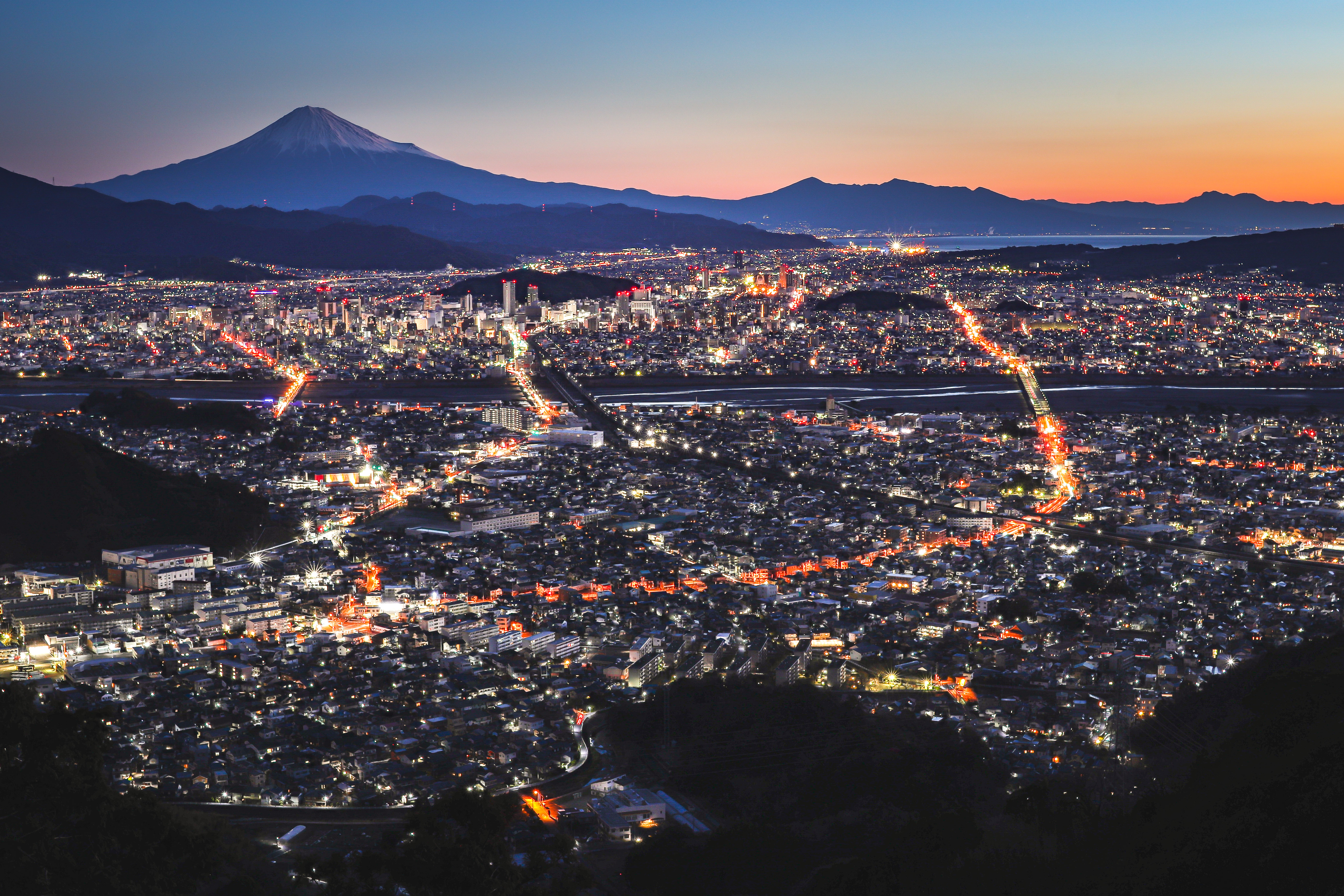
Wschód słońca nad miastem
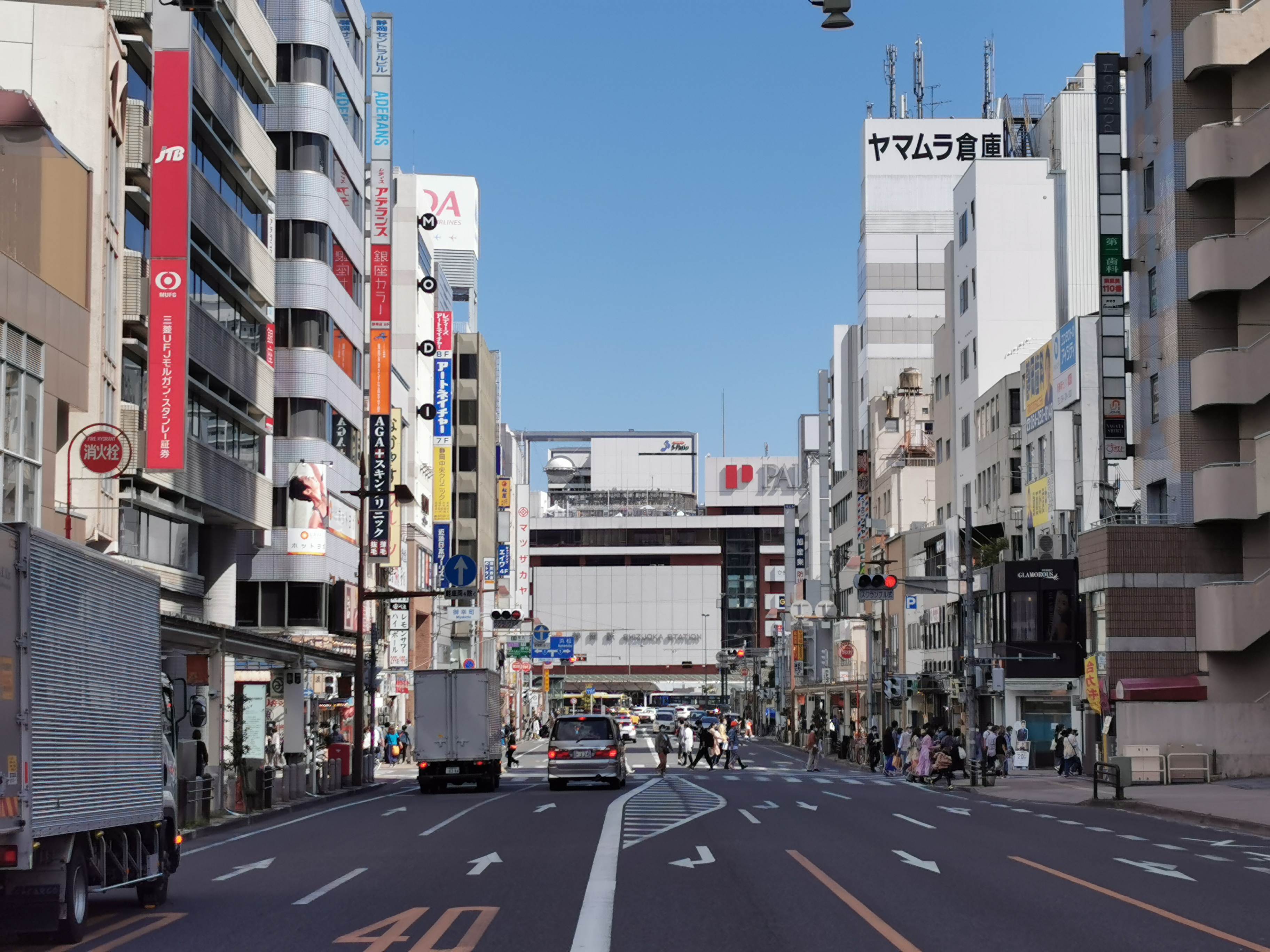
Centrum miasta
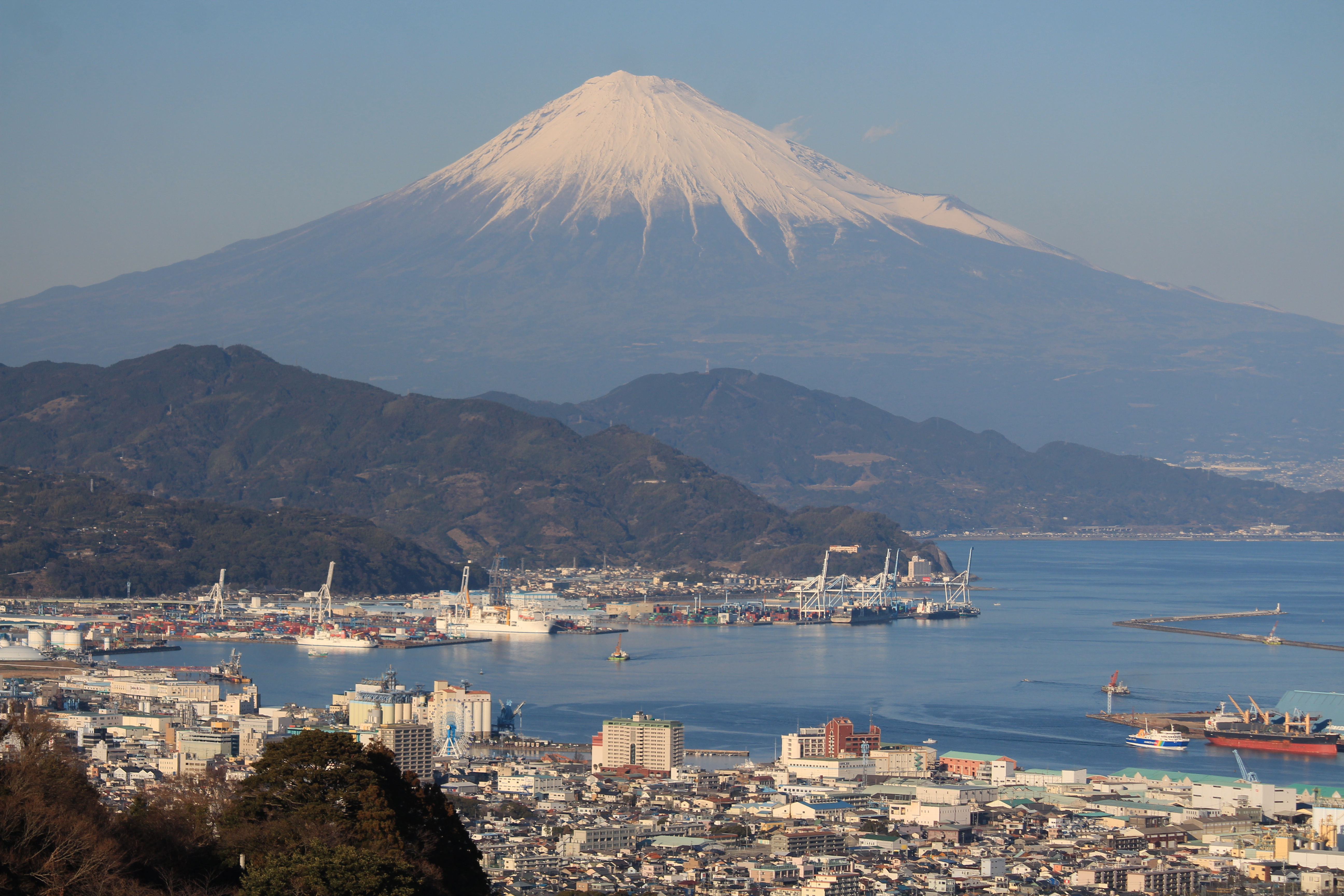
Port Shimizu